# Yoda
 Denne artikel bør gennemlæses af en person med fagkendskab for at sikre den faglige korrekthed.

Yoda er en person i Star Wars-universet, som levede fra 896 BBY til 4 ABY. Yoda regnes for at være den største af alle jedier, før Anakin Skywalker.

## Historie
Efter Ordre 66 blev iværksat i Revenge of the Sith måtte Yoda søge eksil, og det gjorde han på planeten Dagobah. Obi-Wan Kenobi ved dog hvor Yoda befinder sig, og fortæller Luke Skywalker dette i en vision. Luke har på Hoth. Luke opsøger Yoda, og det bliver Yodas sidste opgave at træne Luke til jedi, inden han i en alder af 900 år går bort.
Yoda har trænet mange jedier: blandt de mere prominente kan nævnes Kit Fisto, Ki-Adi-Mundi, Oppo Rancisis og så selvfølgelig Luke. Yoda stod også for oplæringen af yngligene. Det ser vi bl.a. i Klonernes Angreb hvor Obi-Wan ikke kan finde planeten Kamino. Her er Yoda i gang med en time med en masse Padawan-lærlinge.
Yodas egen mester hed N'Kata Del Gormo.
| Citat                   | Prøv ikke. Gør eller gør ikke. Der er findes ikke at prøve (eng.: Try not. Do or do not. There is no try.). | Citat |
| Yoda til Luke Skywalker | |       |

## Figur og stemme
I filmene The Empire Strikes Back og Return of the Jedi var Yoda lavet som en dukke (oprindeligt var han også filmatiseret som dukke i The Phantom Menace men blev computeranimeret senere hen, da George Lucas valgte at samle alle seks film i en blu-ray box). I Attack of the Clones og Revenge of the Sith er han også computeranimeret, hvilket bl.a. er nødvendigt pga. Yodas kampscener. Stemmen til Yoda er lavet af Frank Oz. Det var desuden også Frank, der foreslog at Yoda skulle tale med en besynderlig omvendt grammatik, der har været karakteriserende fra Yoda siden The Empire Strikes Back.